# Сивкові
Сивкові (Charadriidae) — родина прибережних птахів невеликого та середнього розміру, представники якого мають назву чайок, сивок та пісочників.

## Таксономія
Типовий рід родини Charadriidae — пісочник (Charadrius).
Класифікація
Рід включає 64-66 видів у 10 родах:
- Чайчині (Vanellinae)
  - Erythrogonys
  - Чайка (Vanellus)
- Пісочничні (Charadriinae)
  - Сивка (Pluvialis)
  - Пісочник (Charadrius)
  - Thinornis
  - Elseyornis
  - Peltohyas
  - Anarhynchus
  - Phegornis
  - Oreopholus

## Морфологія
Розмір сивкових варіює від розміру Charadrius collaris (вага птаха 26 г, довжина тіла 14 см) до розміру Vanellus miles (368 г, 35 см).
Для представників родини характерний короткий потовщений на кінці дзьоб, яким вони дістають поживу із землі.

## Екологія
На відміну від довгодзьобих прибережних птахів, вони пошук їжі здійснюють за допомогою зору, а не дотику, при цьому ці птахи перемежають активний рух і зупинки. Раціон складається з комах, черв'яків та інших безхребетних. Під час шлюбного сезону сивкові дуже територіальні.

## Поширення
Сивкові поширені по всьому світу, переважно у літоральній зоні морів. Проте з цього правила є винятки, зокрема вид Peltohyas australis мешкає у кам'янистих пустелях Австралії.